# Conus ceruttii
Conus ceruttii é uma espécie de gastrópode do gênero Conus, pertencente à família Conidae.